# Johann Jebsen
Johann Jebsen était un agent de renseignements allemand anti-nazi et, sous le nom de code Artist, un agent double au service du Royaume-Uni  pendant la Seconde Guerre mondiale. Il recruta Dušan Popov (qui devint l'agent Tricycle pour les Britanniques) au sein de l'Abwehr et embrassa plus tard la cause des Alliés grâce à lui. Enlevé à Lisbonne par les Allemands peu avant le jour J, il fut torturé en prison et passa du temps dans un camp de concentration avant de disparaître à la fin de la guerre. On présume qu'il a été tué.

## Jeunesse
Jebsen est né à Hambourg en 1917. Ses parents, qui moururent tous deux dans son enfance, étaient d'origine danoise mais détenaient la citoyenneté allemande après avoir déménagé la société Jebsen & Jebsen en Allemagne. Même jeune, Jebsen considérait sa citoyenneté comme une mesure de convenance et avait des racines profondes au Danemark. Dans son enfance, il visita l'Angleterre, tomba amoureux du pays et en adopta la langue et les maniérismes.
Jebsen fréquenta l'université de Fribourg-en-Brisgau dans les années 1930, où il devint un ami intime de Dusko Popov. À cette époque, les deux éprouvaient de la répugnance pour le régime nazi, qui montait en Allemagne. Après ses études, Jebsen déménagea en Angleterre dans l'intention de faire des études à l'université Oxford, mais il semble ne les avoir jamais faites. Dans les années qui suivirent, il fréquenta le milieu social de Londres et se lia d'amitié avec P. G. Wodehouse, entre autres.
Au début de la Seconde Guerre mondiale, Jebsen entra au service du bureau de renseignements allemand  (l'Abwehr), en grande partie pour éviter le service militaire obligatoire. Il reçut une vague formation de « chercheur » indépendant et le rang de soldat. En réalité, cela voulait dire qu'il pouvait poursuivre ses activités internationales courantes d'homme d'affaires tant qu'il était disponible pour aider l'Abwehr au besoin. En 1940, il ménagea une entrevue entre Popov, que les Allemands souhaitaient employer comme agent, et un cadre supérieur de l'Abwehr à Belgrade. Cette entrevue entraîna le recrutement de Popov, qui offrit immédiatement d'être agent double aux Alliés. Jebsen ne tarda probablement pas à le savoir et communiqua souvent des renseignements à Popov, qui les croyait destinés aux Alliés.

## Seconde Guerre mondiale
Pendant la guerre, Jebsen voyageait librement pour affaires, mais on ne sait trop ce qu'il fit. Il épousa Eleonore (Lore) Bothilde Peterson, actrice de Francfort, mais il avait des maîtresses dans toute l'Europe. Sa position anti-nazi entraîna des affrontements avec la SS et son service de renseignements, le SD.

## Enlèvement

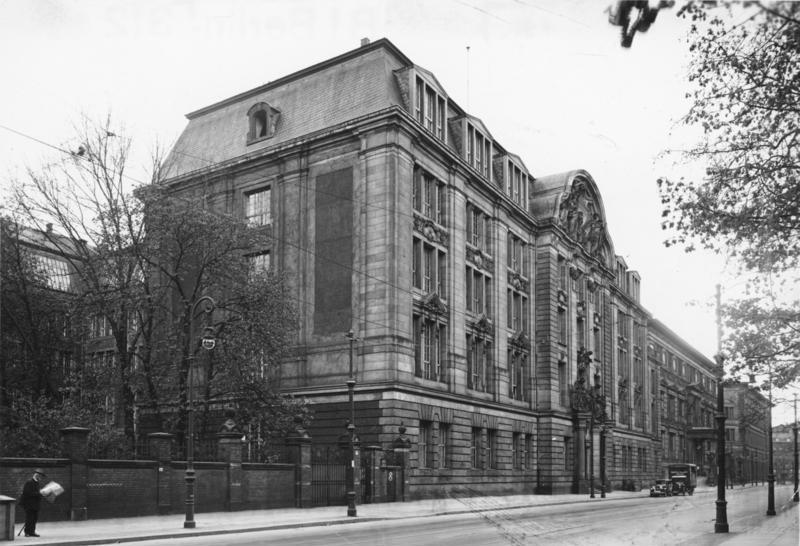
Le quartier-général de la Gestapo à Berlin, où Jebsen fut détenu dans une cellule du sous-sol.

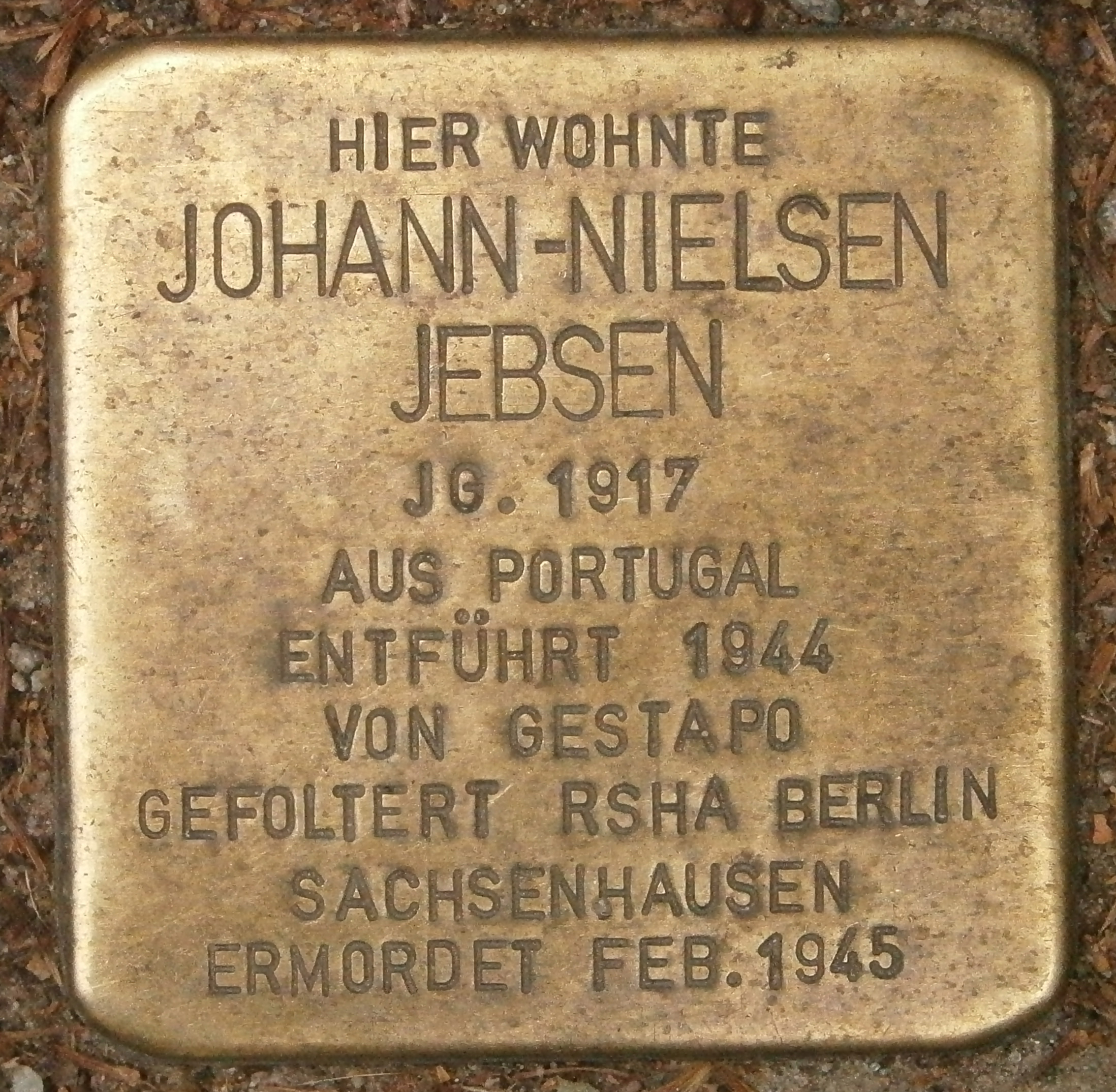
Stolperstein pour Jebsen à Hambourg, Hartungstraße 7a.

Le 29 avril 1944, Jebsen fut enlevé à Lisbonne et mené de nuit en France par la route. Aloys Schreiber, chef du contre-espionnage allemand à Lisbonne, l'avait invité à son bureau sous prétexte de parler de sa Kriegsverdienstmedaille (médaille de guerre) (en) à venir. Après une brève lutte, Jebsen et son ami (Heinz Moldenhauer) furent maîtrisés et jetés dans une voiture,.
La disparition de Jebsen inquiéta sérieusement les Alliés. Il avait eu accès à beaucoup de renseignements : non seulement il savait que Popov était un agent double, mais il connaissait aussi le fait que le réseau de sous-agents de l'agent Garbo était fictif, ainsi que de nombreux détails de l'opération Fortitude. Si Jebsen parlait, tout le plan de couverture des débarquements de Normandie était compromis. Après beaucoup d'analyse, les services de renseignements décidèrent que Jebsen avait été ramassé parce que l'Abwehr croyait qu'il prévoyait de faire défection plutôt qu'il avait déjà changé de camp. Il est tout à fait possible que Jebsen ait été enlevé pour protéger Popov, que les Allemands considéraient comme l'un de leurs agents les plus importants. Par  précaution, les Alliés suspendirent le réseau de sous-agents fictifs de Popov et ses communications avec ses gestionnaires d'agent allemands.
Jebsen fut d'abord amené au quartier-général de la Gestapo à Berlin, où son interrogatoire débuta. Après quelques semaines, les Alliés furent encouragés, car  l'interception des communications allemandes révéla que les Allemands s'intéressaient aux finances de Jebsen (il avait fraudé plusieurs officiers SS) mais qu'il n'y avait aucune mention de ses activités d'agent. Au fil du temps, il apparut que l'agent Artist n'avait pas craqué sous la pression et que l'opération Fortitude n'était pas compromise.
En juillet 1944, Jebsen fut transféré au camp de concentration d’Oranienbourg. À son arrivée, il avait des côtes brisées et était dénutri, mais songeait encore à s'évader. Il dit aux soldats alliés qui y étaient détenus que les Allemands l'avaient accusé d'aider les Britanniques et avaient enquêté sur sa fraude financière quand il avait refusé de parler. Il réussit finalement à transmettre un message à Londres par l'intermédiaire d'un commando britannique, Jack Churchill, mais comme il ne figurait pas dans les dossiers du ministère de la Guerre, ce dernier ne donna pas suite à la demande d'aide. En février 1945, des membres de la Gestapo sortirent Jebsen d'Oranienbourg ; c'est la dernière fois qu'on le vit, et il passe pour avoir été assassiné peu après,.

#### Archives de guerre
- (en) « Aloys SCHREIBER, alias SCHIER », The National Archives, 3 avril 1946.